# Syhlec (potok)
Syhlec – duży potok w Karpatach Zachodnich, w zlewisku Morza Czarnego, prawobrzeżny dopływ Czarnej Orawy. Cały tok w Polsce, w granicach powiatu nowotarskiego. Górny i środkowy bieg w granicach makroregionu Beskidy Zachodnie, bieg dolny – w granicach makroregionu Obniżenie Podhalańskie.
Źródła na wysokości ok. 990-1000 m n.p.m., tuż u południowego skraju siodła Przełęczy Lipnickiej (Krowiarki). Spływa w kierunku południowo-wschodnim, wyznaczając początkowo granicę pomiędzy masywem Babiej Góry (na zachodzie) i Pasmem Policy (na wschodzie). Tu potok wyznacza wschodnią granicę Polany Śmietanowej (Zubrzyckiej). Następnie przecina mezoregion Działów Orawskich, po czym wpływa na teren Kotliny Orawsko-Nowotarskiej i na wysokości ok. 600 m n.p.m. uchodzi do Czarnej Orawy.
Praktycznie cały bieg potoku jest nieuregulowany, koryto kręte, w dolnym biegu silnie meandrujące. W górnym biegu spływa doliną zalesioną, niżej jego bieg otaczają otwarte tereny wykorzystywane rolniczo, głównie jako łąki i pastwiska. W środkowym biegu na długości ok. 8 km korytu Syhlca towarzyszy zabudowa wsi Lipnica Mała.
Potok występuje też pod lokalnymi nazwami Sylec, Lipnica Sylska lub Sylski Potok. Nazwa Syhlec (Sylec) jest pochodzenia wołoskiego; słowo sihla oznacza teren wilgotny, podmokły, mokradło, niski las na mokradłach.